# Мазур, Анна Николаевна
А́нна Никола́евна Ма́зур (в девичестве — Росто́ва) (род. 17 декабря 1950, с. Богдановка, Знаменский район Кировоградской обл.) — советская волейболистка, игрок сборной СССР (1971—1976). Серебряный призёр Олимпийских игр 1976, двукратная чемпионка Европы. Нападающая. Мастер спорта СССР международного класса (1971).

## Биография
В 1968—1981 выступала за команду «Буревестник»/СКИФ/«Сокол» (Киев).
- серебряный призёр чемпионата СССР 1976 в составе сборной ДСО «Буревестник»),[1];
  - бронзовый призёр чемпионата СССР 1981;
- чемпионка (1975) и бронзовый призёр (1971) Спартакиад народов СССР в составе сборной УССР.

В сборной СССР в официальных соревнованиях выступала в 1971—1976 годах. В её составе:
- серебряный призёр Олимпийских игр 1976;
- двукратная чемпионка Европы — 1971, 1975.

## Источник
- Волейбол. Энциклопедия/Сост. В. Л. Свиридов, О. С. Чехов. Томск: Компания «Янсон» — 2001.